# Kaffepunch
En kaffepunch er en drink af kaffe og spiritus som snaps eller rom.
Kaffepunch kan laves ved at lægge en mønt i bunden af en kaffekop, og hælde kaffe i, indtil mønten ikke længere kan ses. Dernæst hælder man snaps i, indtil mønten igen kan ses gennem den fortyndede kaffe. Det giver en meget stærk drik.
På en af de nordfrisiske øer fik en afholdspræst gennemført, at en kaffepunch kun bestod af kaffe, sukker og flødeskum. Det bevirkede, at menigheden brugte flødeskummen til at skjulte lugten af rom, og han udbrød, da han opdagede det, ”Ak I farisæere”.
En farisæer er en version af Irish coffee, der også kan gøres ekstra stærk ved at tilsætte whiskeyen før flødeskummet og skylle skeen ren med whiskey over kaffen.
Det er blevet meget populært at drikke kaffepunch lille nytårsaften den 30/12.
Kaffepunch er en egnsdrik fra Vestjylland (især Esbjerg-Fanø).
Der drikkes blandt andet kaffepunch i The Julekalender.
 Der er for få eller ingen kildehenvisninger i denne artikel, hvilket er et problem. Du kan hjælpe ved at angive troværdige kilder til de påstande, som fremføres i artiklen.
.
| Mad og drikke | Spire Denne artikel om mad og drikke er en spire som bør udbygges. Du er velkommen til at hjælpe Wikipedia ved at udvide den. |